# Čebsara
Čebsara (in russo Чёбсара?) è un insediamento di tipo urbano, nel Šeksninskij rajon dell'Oblast' di Vologda, nella Russia europea.